# Shinji Kido
Shinji Kido –en japonés, 木戸 慎二, Kido Shinji– (2 de octubre de 1990) es un deportista japonés que compite en judo. Ganó una medalla de plata en el Campeonato Asiático de Judo de 2015 en la categoría de –60 kg.

## Palmarés internacional
| Campeonato Asiático | Campeonato Asiático | Campeonato Asiático | Campeonato Asiático |
| Año                 | Lugar               | Medalla             | Categoría           |
| ------------------- | ------------------- | ------------------- | ------------------- |
| 2015                | Kuwait (Kuwait)     | Medalla de plata    | –60 kg              |